# Pieprzyca gęstokwiatowa
Pieprzyca gęstokwiatowa (Lepidium densiflorum Schrad.) – gatunek rośliny należący do rodziny kapustowatych.

## Rozmieszczenie geograficzne
Pieprzyca gęstokwiatowa pochodzi z Ameryki Północnej. Jej zwarty zasięg występowania ciągnie się w Ameryce od Alaski i północnych regionów Kanady po Meksyk. Rozprzestrzeniła się i obecnie występuje także w Argentynie, Europie, niektórych regionach Azji i na Nowej Zelandii. W Europie pojawiła się jako gatunek zawleczony. Po raz pierwszy odnotowano jej występowanie w 1883 roku. Na ziemiach polskich pojawiła się kilka lat później i dość szybko rozprzestrzeniła. Obecnie jest dość pospolita na niżu i w niższych partiach gór. Status gatunku we florze Polski: kenofit, a dokładniej epekofit.

## Morfologia

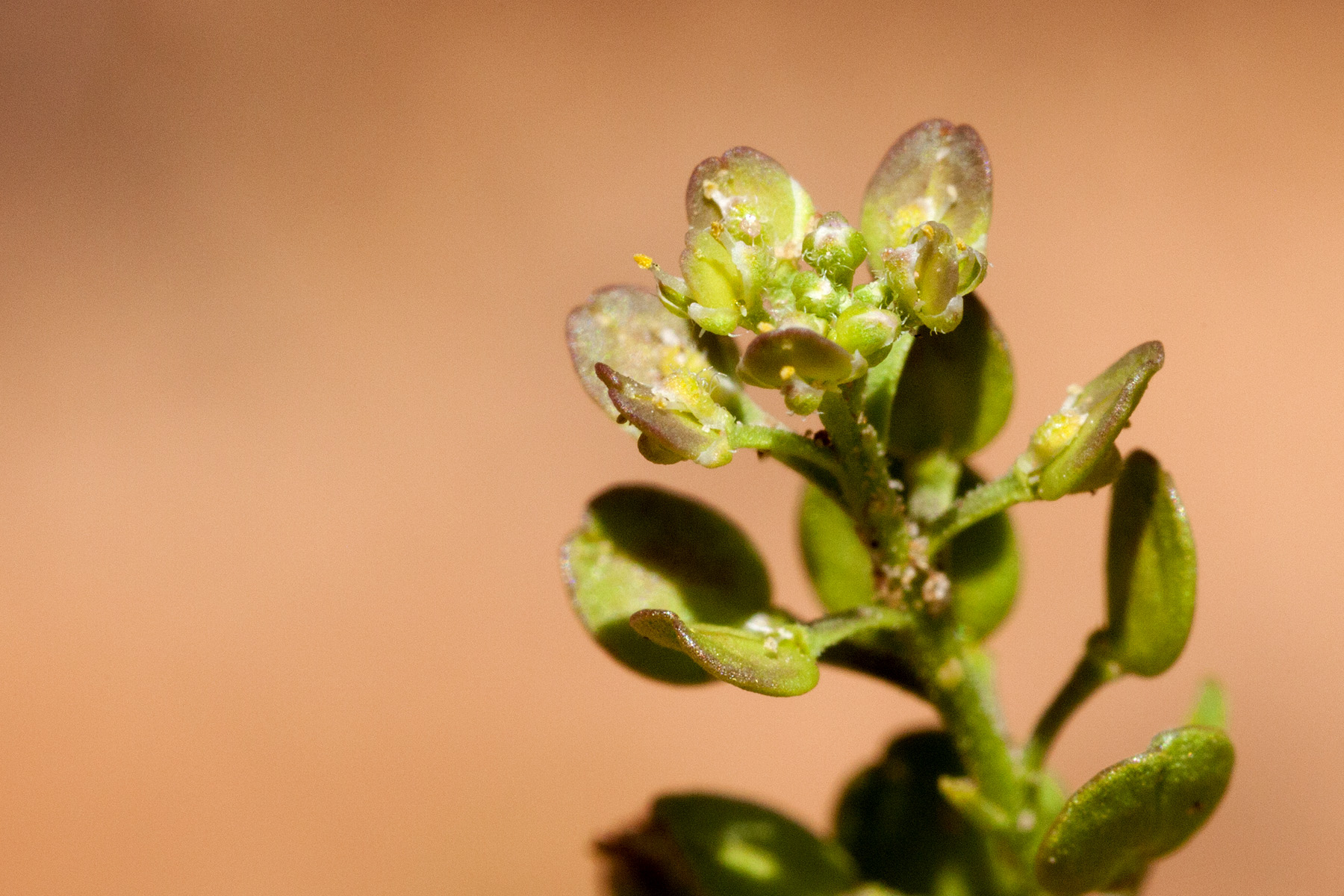
Kwiaty

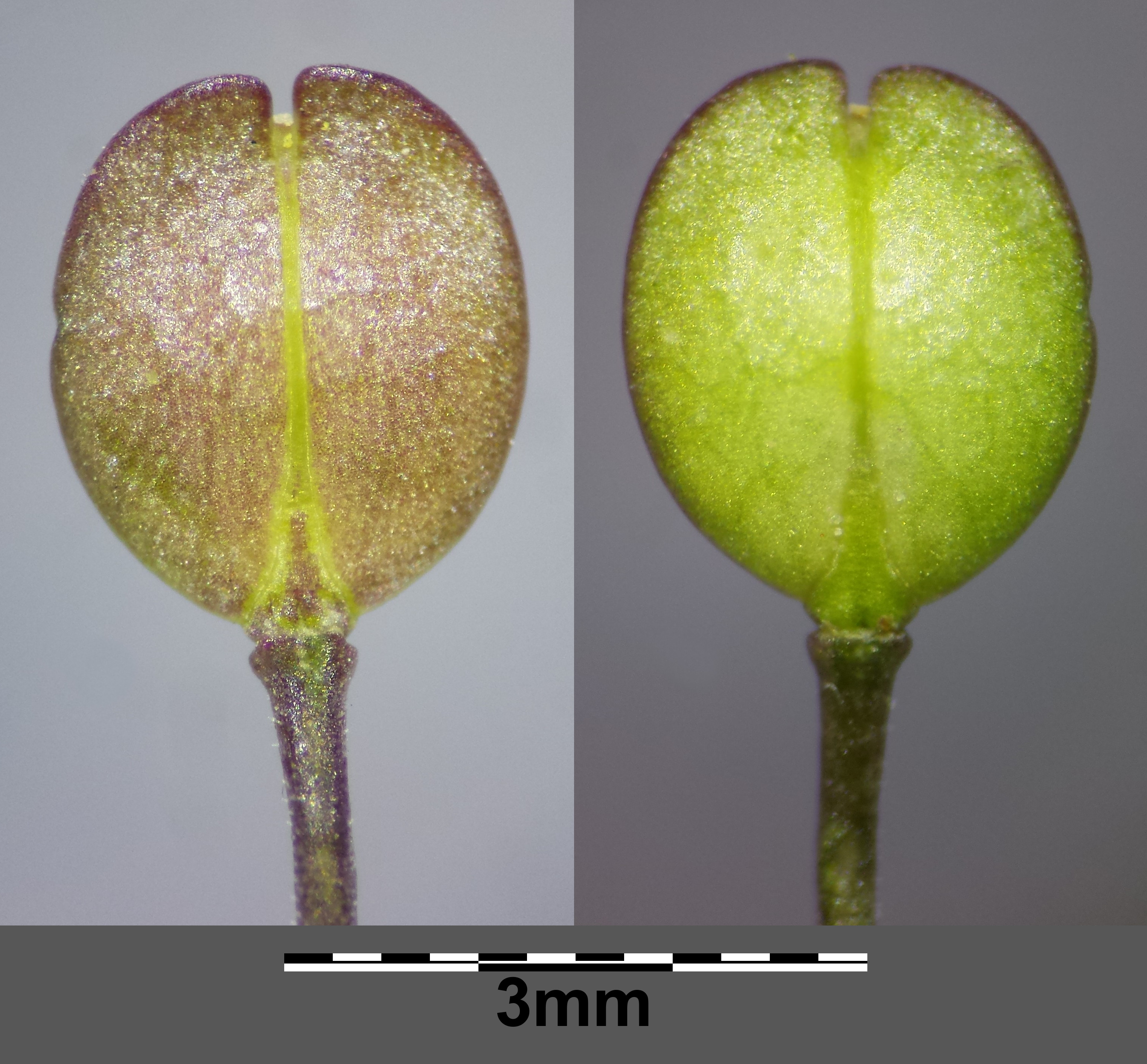
Owoce

ŁodygaO wysokości do 30 cm, zazwyczaj silnie rozgałęziona, kanciasta i krótko owłosiona.
LiścieLiście odziomkowe lirowate, na ogonkach o długości 0,5–1,5 (–2) cm. Brzegi nacinane lub piłkowane. Szybko więdną. Liście łodygowe podłużnie lancetowate lub podłużne, o szerokości zazwyczaj 1,3–6,2 cm i długości 1,5–10 cm. Brzegi pełne lub piłkowane.
KwiatyZebrane w grona na owłosionej szypule. Podczas owocowania szypuła ta nieco wydłuża się. Kielich złożony z 4 zielonych, białawo obrzeżonych działek. Korona szczątkowa, lub w ogóle jej brak. Słupek 1, pręciki 2 lub 4 o żółtych pylnikach.
OwocOdwrotnie jajowata łuszczynka o długości 2.5–3,5 mm i szerokości × 1,5–2.5 (–3) mm. Na szczycie posiada wycięcie o średnicy 0,2–0,4 mm. Nasiona jasnobrunatne, gładkie, jajowate, o rozmiarach 1,1–1,5 × 0,8–0,9 mm z bardzo niewielkim skrzydełkiem.

## Biologia i ekologia
RozwójRoślina jednoroczna, czasami dwuletnia, hemikryptofit. Kwitnie od lipca do września.
SiedliskoSiedliska ruderalne: rumowiska, nasypy kolejowe, tereny poprzemysłowe, śmietniska, żwirowiska, ugory. Roślina ruderalna. W klasyfikacji zbiorowisk roślinnych gatunek charakterystyczny dla zespołu (Ass.) Erigeronto-Lactucetum.
GenetykaLiczba chromosomów 2n = 32.